# Cosmos 119
Cosmos 119 (en cirílico, Космос 119) fue un satélite artificial científico soviético perteneciente a la clase de satélites DS (el primero de tipo DS-U2-I) y lanzado el 24 de mayo de 1966 mediante un cohete Cosmos-2I desde el cosmódromo de Plesetsk.

## Objetivos
La misión de Cosmos 119 consistió en realizar estudios sobre el efecto de la ionosfera en la transmisión de ondas de radio VLF.

## Características
El satélite tenía una masa de 250 kg) y fue inyectado inicialmente en una órbita con un perigeo de 219 km y un apogeo de 1305 km, con una inclinación orbital de 48,5 grados y un periodo de 99,7 minutos.
Cosmos 119 reentró en la atmósfera el 30 de noviembre de 1966.